# Le Vaudoué
Le Vaudoué ist eine französische Gemeinde mit 731 Einwohnern (Stand: 1. Januar 2022) im Département Seine-et-Marne in der Region Île-de-France. Sie gehört zum Arrondissement Fontainebleau und zum Kanton Fontainebleau.

## Geographie
Die Gemeinde liegt im Regionalen Naturpark Gâtinais français.
|                    | Noisy-sur-École      |                  |
| Tousson            | Kompass              | Achères-la-Forêt |
| Boissy-aux-Cailles | La Chapelle-la-Reine |                  |

## Sehenswürdigkeiten
Siehe auch: Liste der Monuments historiques in Le Vaudoué
- Kirche Saint-Loup

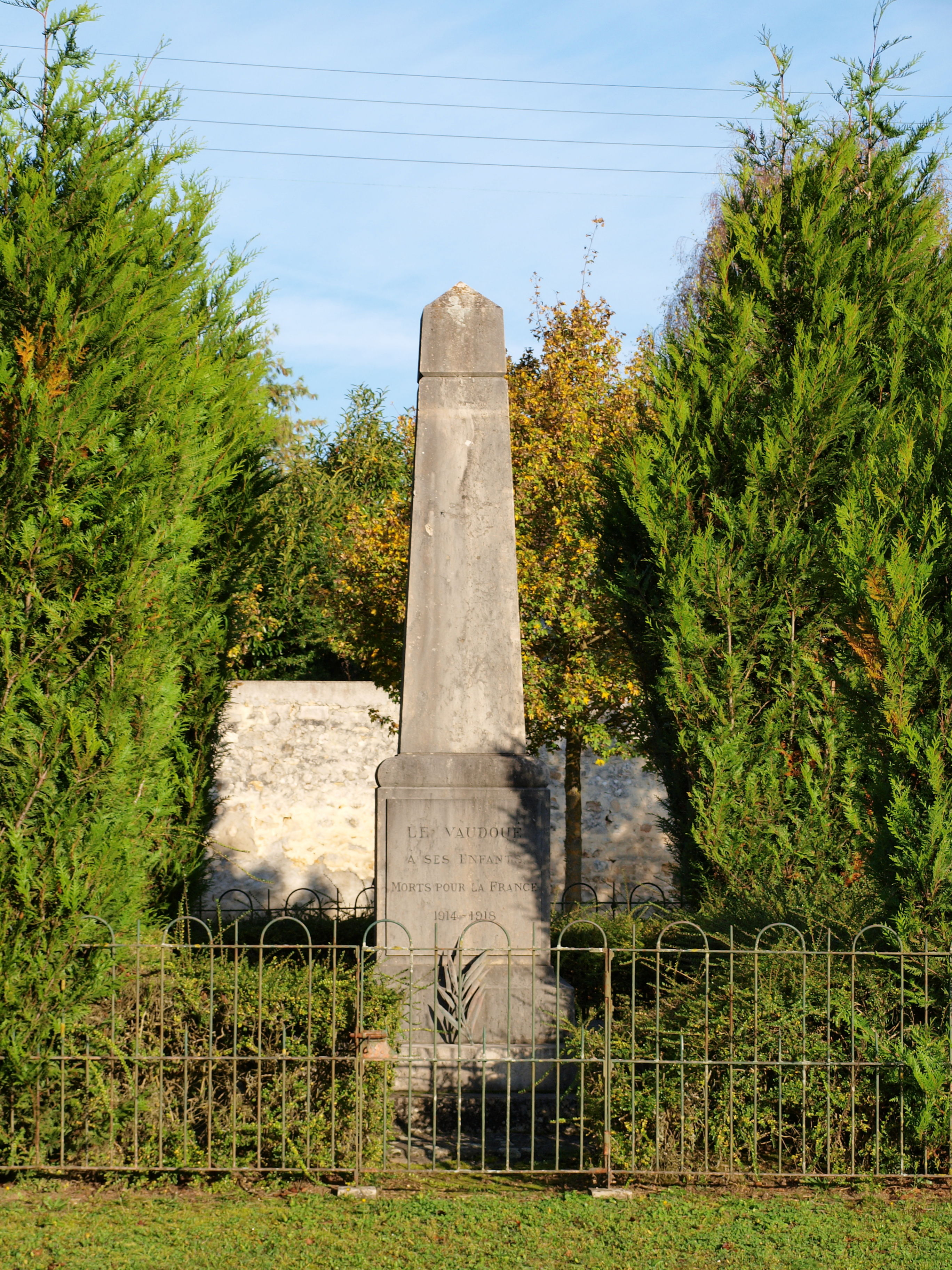
Kriegerdenkmal
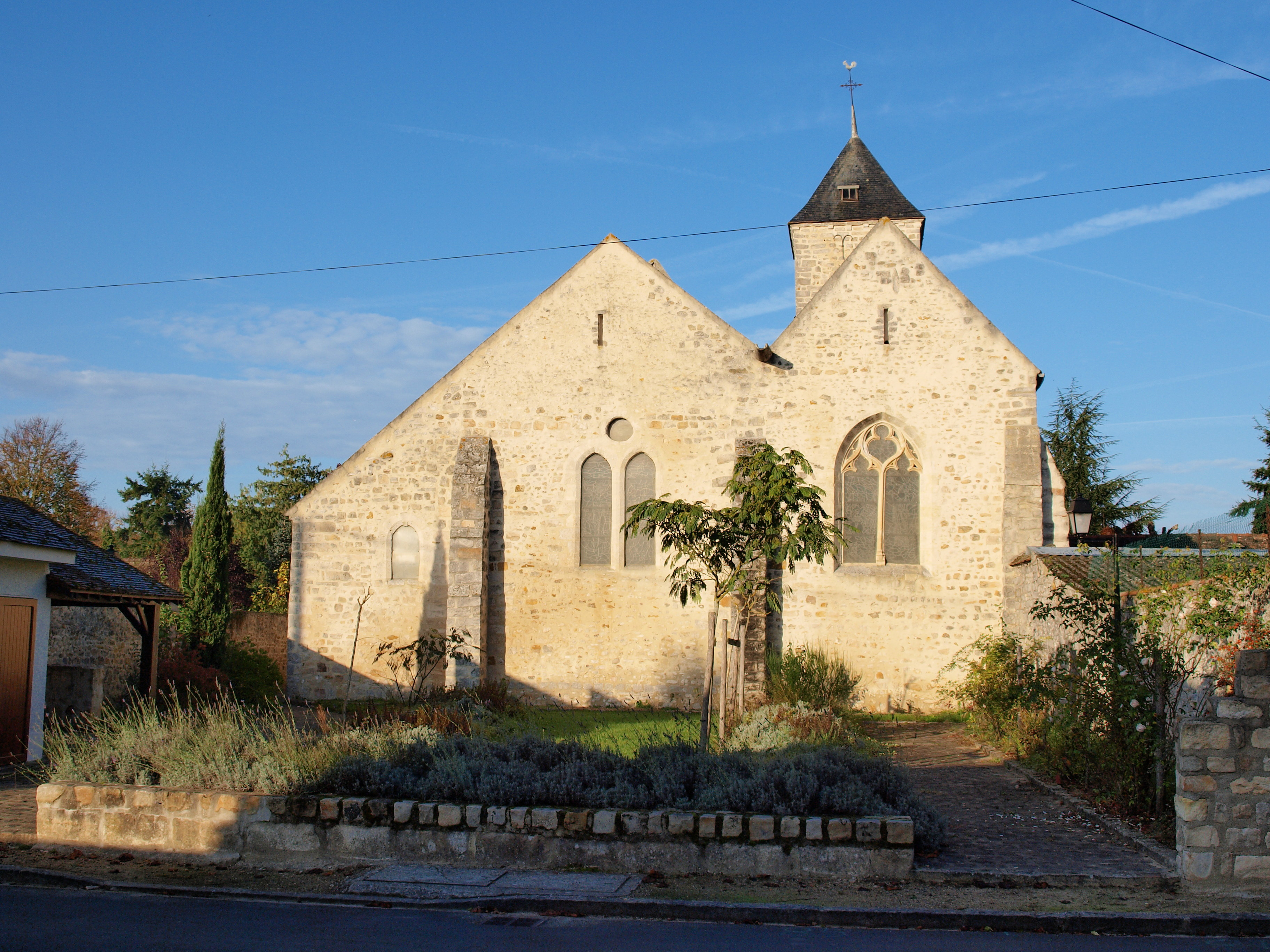
Kirche Saint-Loup